# Mosjøen
Mosjøen (/'muʃɛɴ/ⓘ en sørsamisk: Mussere) es una ciudad localizada en el municipio de Vefsn, en el condado de Nordland, Noruega. Se encuentra a medio camino entre las ciudades de Tromsø y Trondheim. Tiene una importante industria del aluminio de la compañía Alcoa. Mosjøen fue separado de Vefsn como una ciudad, y un municipio por sí mismo en 1876. Fue nuevamente agregado a Vefsn el 1 de enero de 1962.
Es la ciudad más antigua de la región del Helgeland y la segunda más antigua de Nordland. La ciudad es famosa por ser el punto medio aproximado entre la capital histórica de Noruega, Trondheim y la costa norte del país, siendo "el centro de las Norland" 

## Idiomas
La lengua predominante es el noruego estándar, si bien se habla en una variante dialectal. Es hablado también el idioma sami por parte de los integrantes de esta etnia.

## Personajes célebres que nacieron o vivieron en Mosjøen
- Andreas Haukland (1873-1933), escritor.
- Elsa Laula Renberg (1877–1931), político sami.
- Sveinulv Jarnæs (1919–1953), músico.
- Anette Sagen (1985-    ), saltador de ski.

## Galería

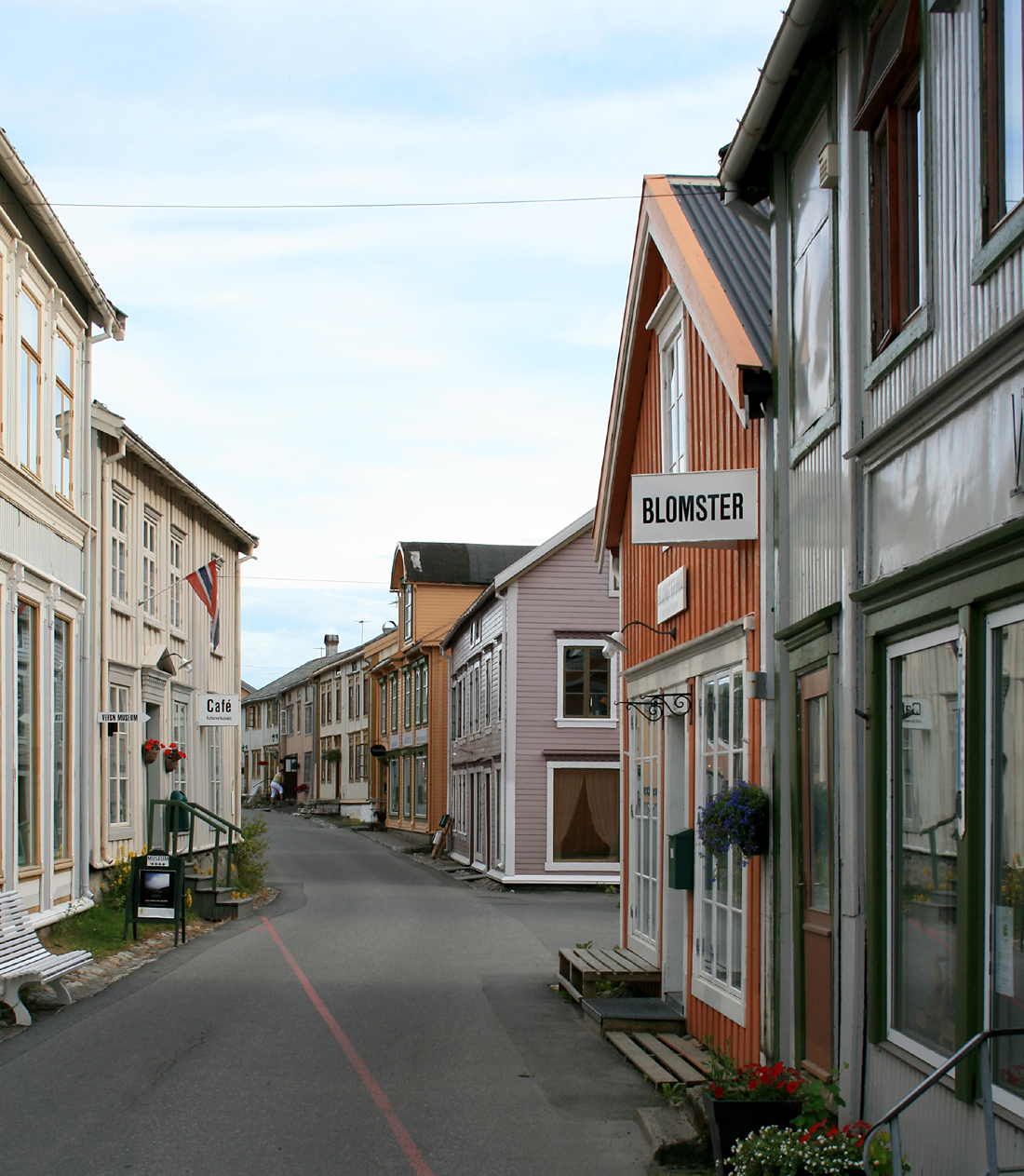
Calle Sjøgata de Mosjøen
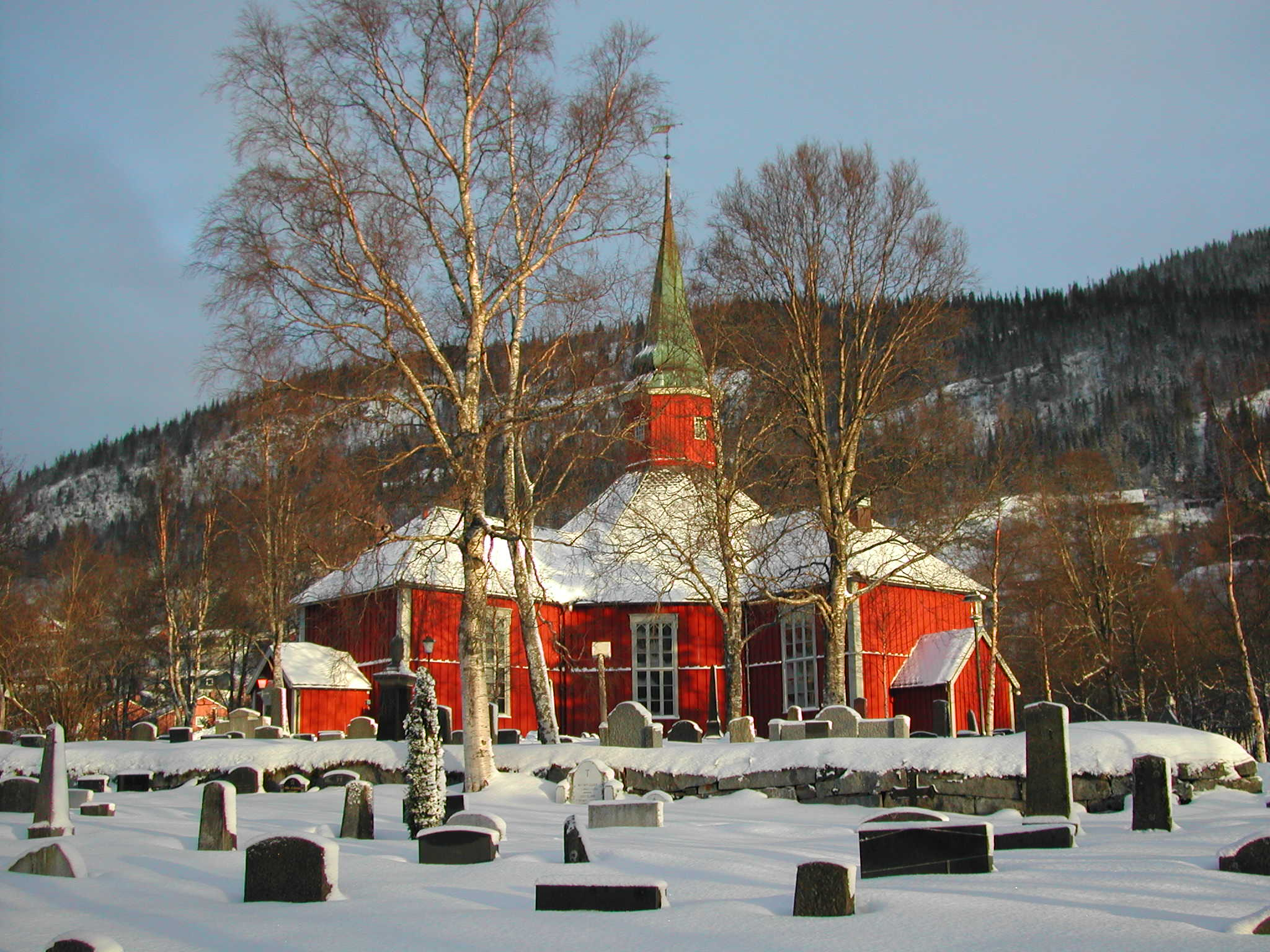
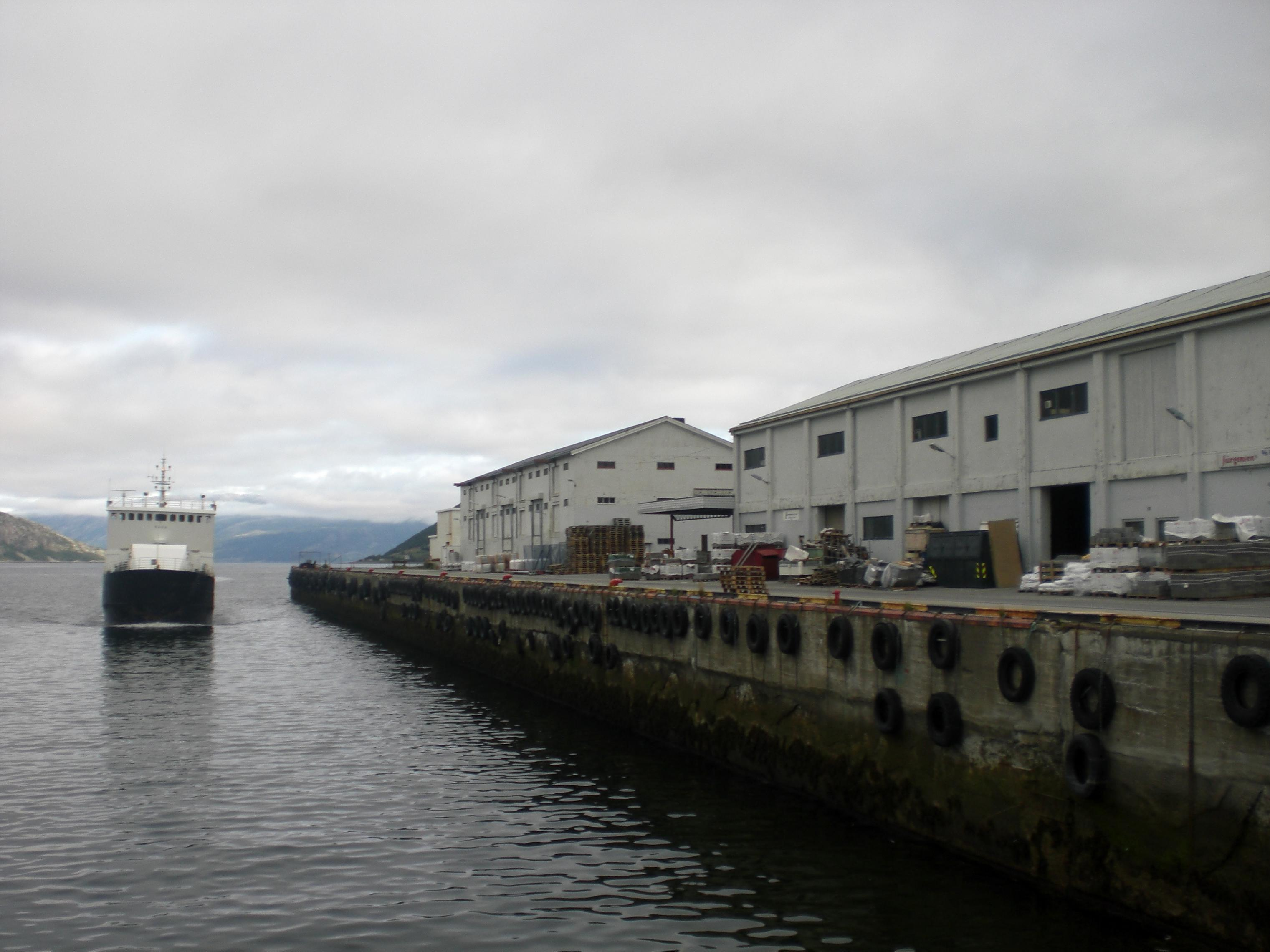
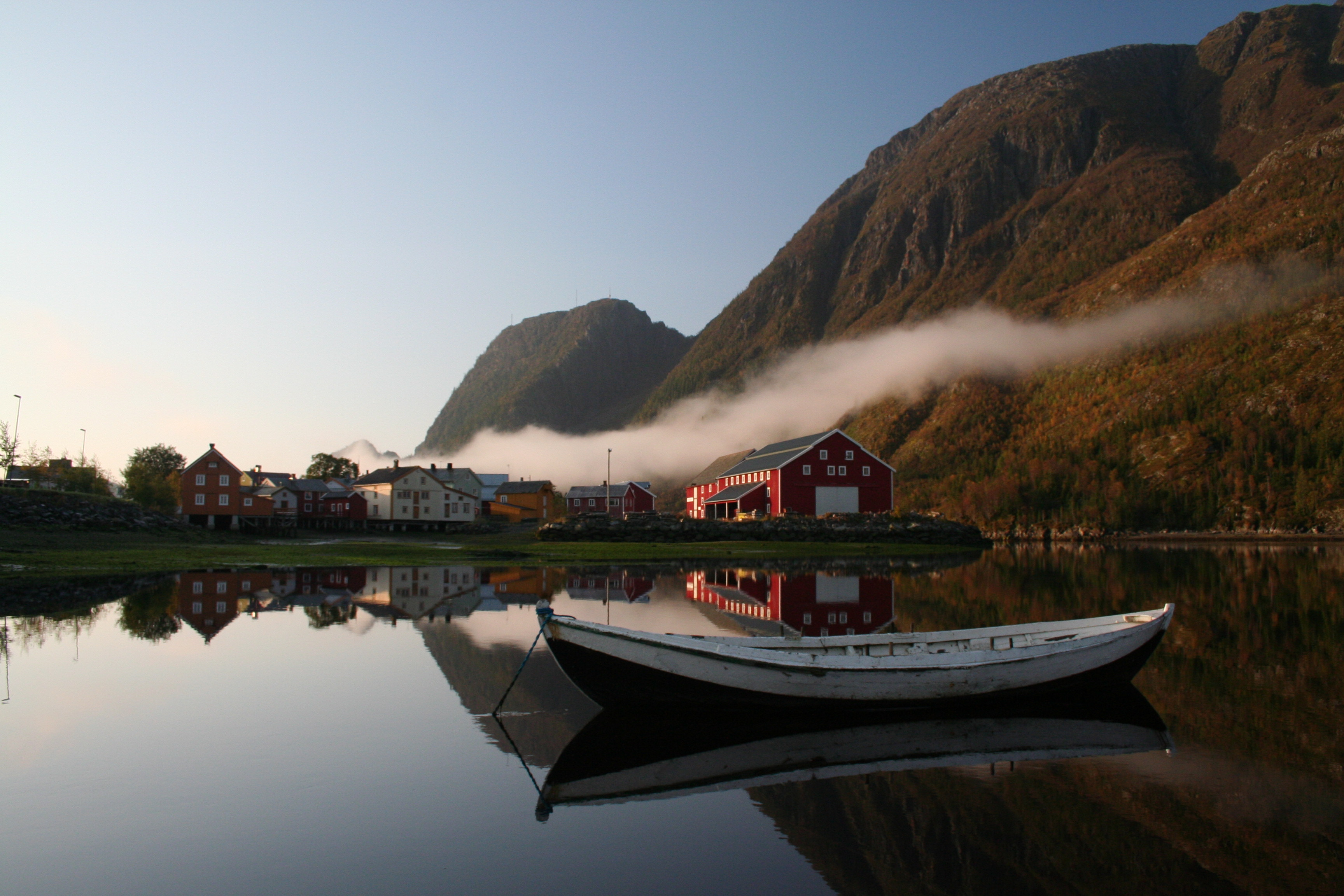
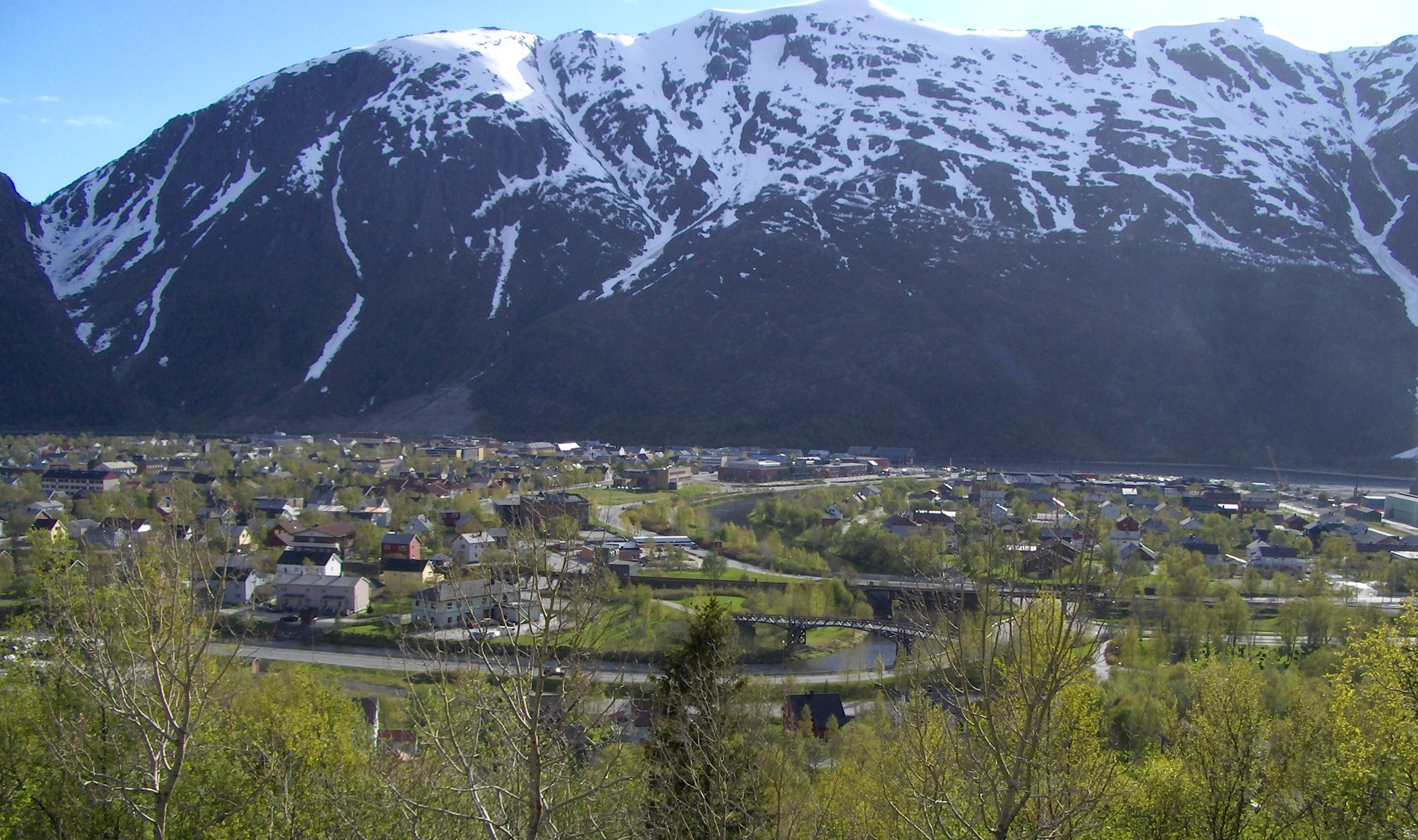
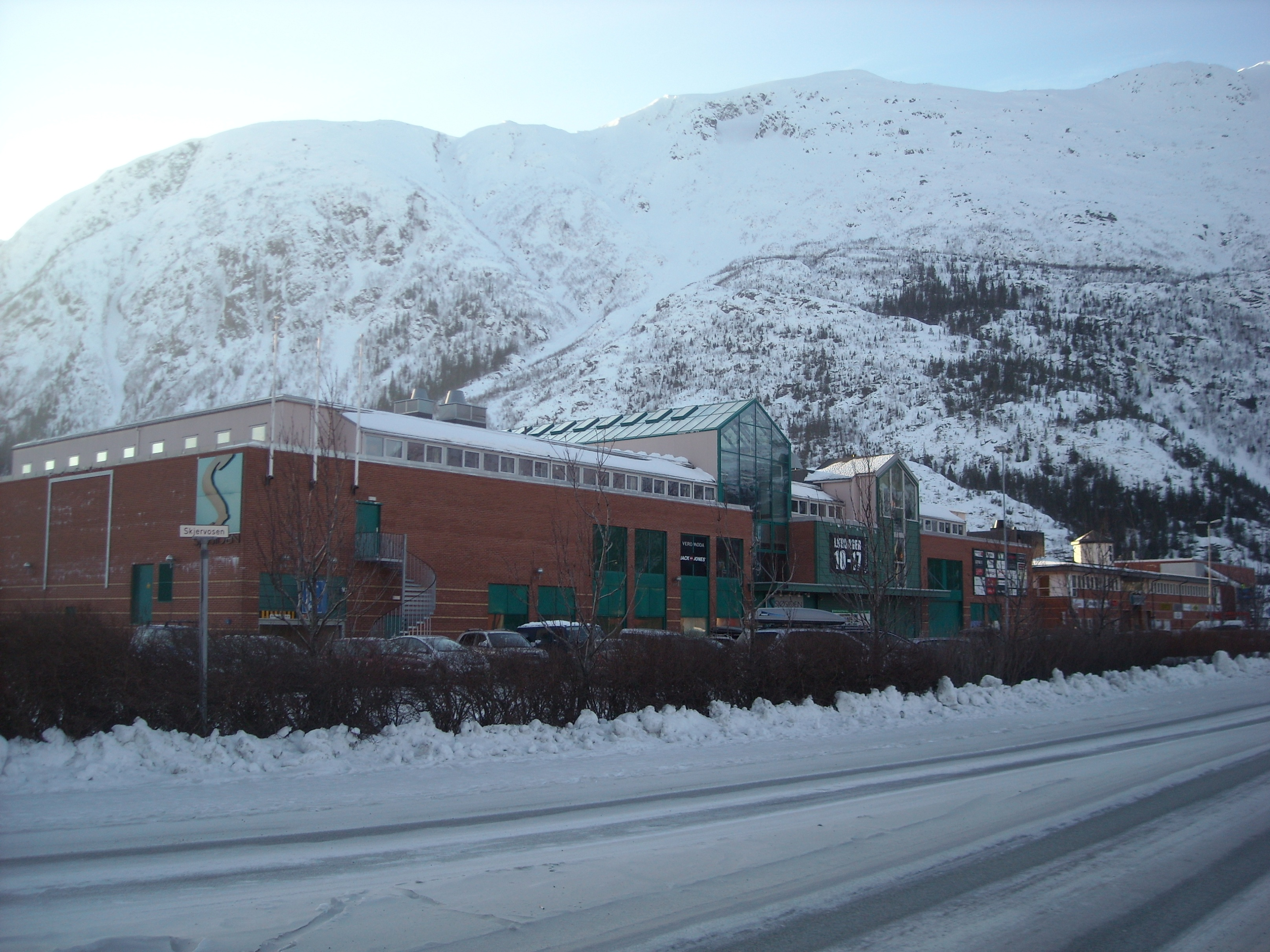
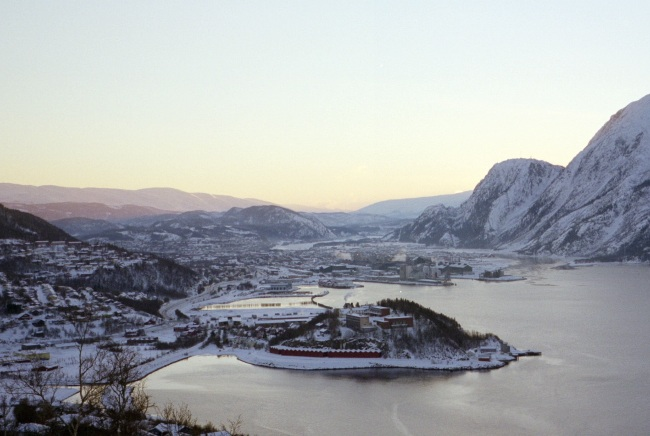

## Clima
El clima es típicamente ártico suavizado por la corriente del golfo, llegando habitualmente a los -32 °C en los días más fríos de invierno y muy ligeramente por encima de 20 °C en el verano.